# Tóth Nepomuk János

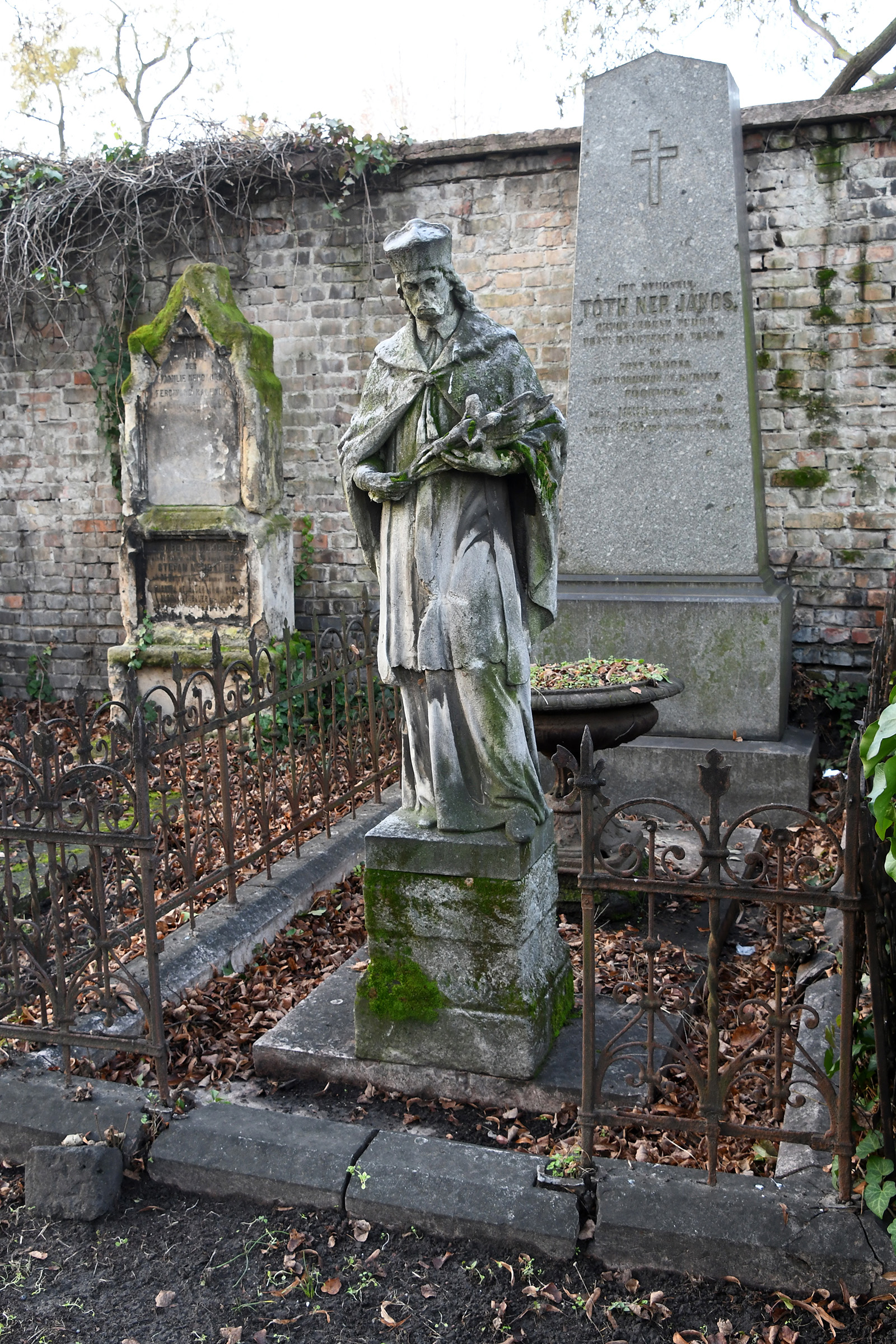
Sírja a Fiumei úti sírkertben

Tóth Nepomuk János (Tabajd, 1833. április 7. – Pest, 1865. január 23.) orvos-sebészdoktor, szülész-mester és műtő.

## Élete
Tanulmányait a pesti egyetemen elvégezvén, 1857-ben orvosdoktorrá, 1858-ban pedig sebészdoktorrá avatták; ezután a magyar királyi tudományegyetem sebészi kórodájának tanársegéde, majd a Szent Rókus III. orvosi vagy bújakóros osztályának helyettes főorvosa volt. 1863-ban magántanári képesítést nyert. 1865-ben hunyt el küteges hagymázban.
Cikkeit felsorolja Szinnyei Repertóriuma III. k. és Hőgyes Emlékkönyve.

## Munkája
- Az elsődleges bujafekélyek kór- és gyógytana. Pest, 1862. (Nyom. Budán. E nemben első magyar mű).